# Берегометська селищна територіальна громада
Берегометська селищна громада — територіальна громада України, у Вижницькому районі Чернівецької області. Адміністративний центр — селище Берегомет.
Площа громади — 496,2 км², населення — 18 447 мешканців (2020).

## Населені пункти
У складі громади 1 селище (Берегомет) і 12 сіл:
- Вахнівці
- Велике
- Вовчинець
- Долішній Шепіт
- Заріччя
- Лекечі
- Липовани
- Лопушна
- Лукавці
- Майдан
- Мигове
- Фальків